# Jean-José Frappa
Jean-José Frappa, né le 3 avril 1882 dans le 17e arrondissement de Paris, ville où il est mort le 14 octobre 1939 dans le 5e arrondissement, est un homme de lettres, rédacteur en chef, scénariste et critique de cinéma français.

## Biographie

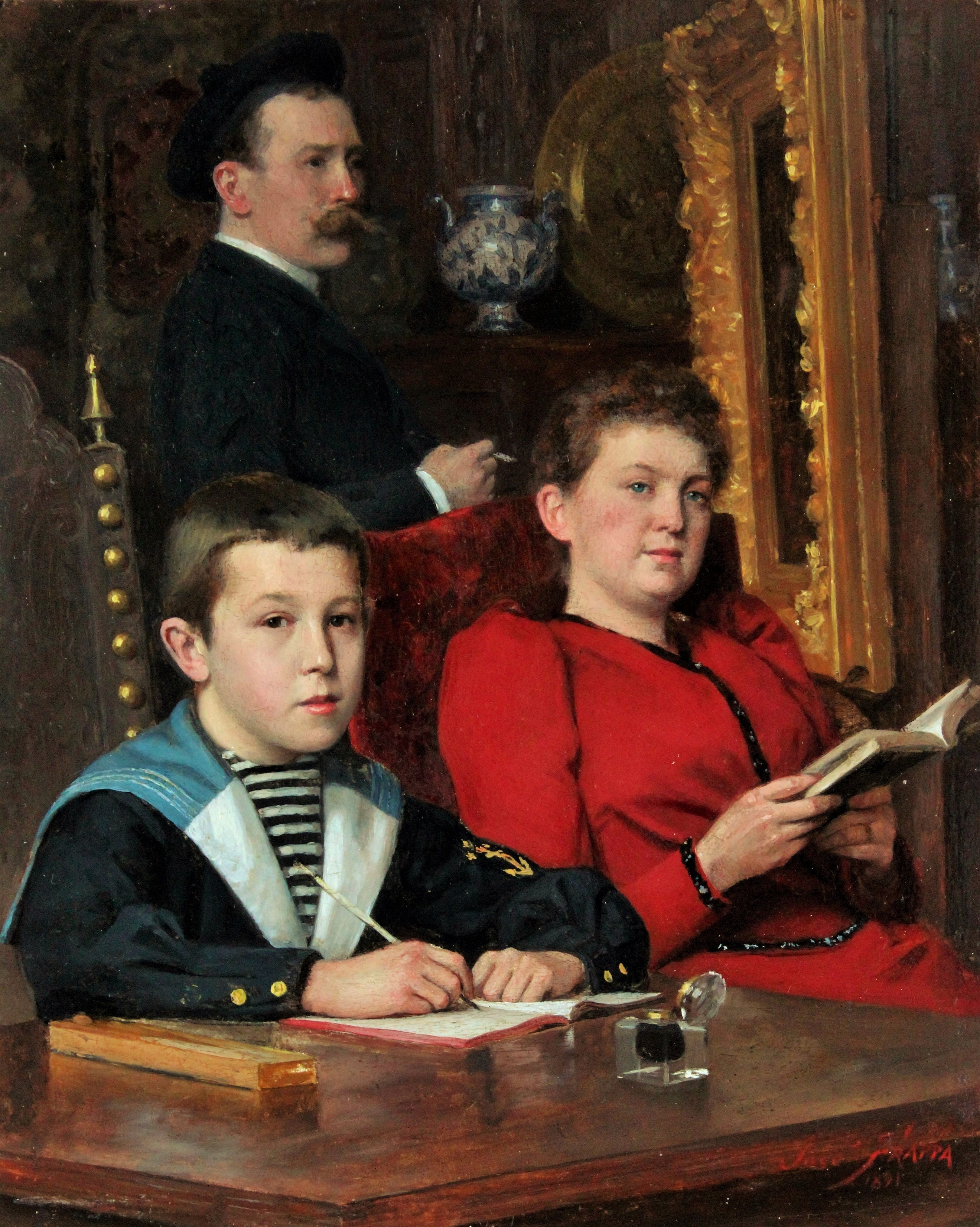
José Frappa, Autoportrait de l'artiste avec son épouse et son fils Jean-José Frappa, 1891.

Jean-José Frappa naît le 3 avril 1882 dans le 17e arrondissement de Paris, dans une famille originaire de Saint-Étienne ; il est le fils du peintre José Frappa et de son épouse Marie-Augustine Frézet.
Il fait ses études au Collège Sainte-Croix à Neuilly puis au Lycée Janson-de-Sailly, poursuit ses études et est licencié en droit. Il se marie une première fois avec Marcelle Desfosses-Dalloz et ensuite avec Olympe Garcias, chanteuse lyrique. Il est enterré avec son père à l'ancien cimetière de Boulogne-Billancourt.

### Journaliste
Il est tout d'abord rédacteur à La Presse puis au Monde illustré. Il devient secrétaire général du service artistique du Matin puis rédacteur en chef de Femina, magazine créé par Pierre Lafitte. Il retourne ensuite au Monde illustré où il devient rédacteur en chef, administrateur puis directeur aux côtés de Henry Dupuy-Mazuel.

### Officier de liaison
Il sert au début de la Première Guerre mondiale comme lieutenant au 356ème Régiment d'infanterie 19ème compagnie et participe à la bataille de Lironville en septembre 1914 ami intime de Robert Hugues Le Roux , puis agent de liaison à l'état-major du  11e corps d'armée, puis le 3 octobre 1915 à celui de Armée française d'Orient avec le général Sarrail. Il est affecté au troisième bureau (bureau des opérations), où il a l'occasion de rencontrer Elefthérios Venizélos et Alexandre Ier, il sert cinq mois de liaison avec l'armée italienne et son commandant Carlo Petitti di Roreto. En septembre 1916, il est rapatrié à Paris pour convalescence à la suite de graves crises de paludisme, son activité l'amène à rencontrer le général Desvaux, conseiller de Georges Clemenceau, et Léon Abrami. Il retourne servir à Salonique pour revenir en France pour raison de santé en 1917.
Il fut un ardent défenseur du général Sarrail et de son action, au point de lui dédicacer son livre sur son service à l'armée.

### Écrivain
Des mémoires de guerre :
- Makédonia, souvenirs d'un officier de liaison en Orient, 1921, Ernest Flammarion.

Il écrit parallèlement des romans :
- À Salonique sous l'œil des Dieux (1917)
- Les Vieux bergers (1919)
- L'Idée
- Le Fils de Monsieur Poirier (1925)
- À Paris, sous l'œil des métèques (1926)

mais aussi des pièces de théâtre :
- Le Baron de Batz'
- Dernière Heure'
- Les Anges gardiens
- Molière (1922, mise en scène Firmin Gémier, Théâtre de l'Odéon)
- Les Dons Juanes
- La Princesse aux clowns (1923)

### Scénariste de cinéma
- 1913 : Le Nabab d'Albert Capellani
- 1924 : La Princesse aux clowns d'André Hugon
- 1924 : Le Miracle des loups de Raymond Bernard
- 1927 : Le Joueur d'échecs de Raymond Bernard
- 1929 : La Merveilleuse Vie de Jeanne d'Arc, fille de Lorraine de Marco de Gastyne
- 1930 : Accusée, levez-vous ! de Maurice Tourneur
- 1932 : Monsieur de Pourceaugnac de Tony Lekain et Gaston Ravel
- 1938 : Légions d'honneur de Maurice Gleize
- 1947 : La Dame de Haut-le-Bois de Jacques Daroy

## Décorations
- Chevalier de la Légion d'honneur
- Croix de guerre 1914-1918
- Chevalier du Mérite agricole
- Décoré de l'Ordre de l'Aigle blanc (Serbie)
- Décoré de la Couronne d'Italie
- Décoré de la Couronne de Roumanie
- Décoré du Nichan Iftikhar